# Primeira Divisão de Santiago Norte
O Primeira Divisão de Santiago Norte é o principal torneio de futebol de Cabo Verde. É gerenciada pela Associação Regional de Futebol de Santiago Norte (ARFSN). O associação compromir-se de norte da ilha, os municípios de Santa Catarina, Santa Cruz, GDR São Lourenço dos Órgãos, São Miguel, São Salvador do Mundo e Tarrafal.  Consiste-se 10 clubes.

## História
O campeonato regional formado em 1988 ou 1999.
Competições não disputado em temporadas de 2001 e 2006 por razões finaiciais e materiais.
Na temporada de 2009-10, todos os clubes de concelho/município de São Domingos incluido-se Os Garridos transferado na Campeonato Regional de Santiago Sul na próxima temporada e jogar na Segunda Divisão na sul da ilha.
O temporada de 2016-17 foi suspendo em 7 de fevereiro foi dois semanas por não comparência dos árbitros na 17a e 25a rodadas até 25 de fevereiro de 2017 com ajuda com dois companhas melhores de telecomunicações.
O campeão regional de temporada de 2016-17  vai entre disputado entre AJAC e Benfica de Santa Cruz em 7 de maio.   Conselho Jurisdicional penaliza AJAC de Calheta por uma semana na 11 de maio e tarde, Conselho de Justiça da FCF decide a favor da AJAC e jogar na campenato nacional na grupo A, uma dos três grupos. Presidente da AJAC Amarildo Semedo acredita que foi reposta a justiça desportiva.
Na temporada de 2017-18, o número de clubes reduzido por 12 e desde de temporada de 2018-19 com dezes clubes.
Não jogos foi disputado por temporada de 2019-20 em campeonato regional, incluido Primeira e Segunda Divisões e taça por razões financias e materiais, cancelado após de pandemia de COVID-19.  Outros competições, local ou município (e torneios non-oficiais) jogarado, incluido-se o Taça GAFT (Grupo Amantes de Futebol de Tarrafal) com clubes maiores de Santiago Sul e Taça Graciosa com clubes de concelho de Tarrafal.

## Temporada atual
A edição de 2018/19 é composta por 10 clubes e serão disputadas 18 rodadas, em turno e returno, como na edição anterior.

## Clubes de temporada de 2018-19
- Beira-Mar (Tarrafal)
- Benfica (Santa Cruz)
- Delta Cultura FC - Tarrafal
- Esperança FC - Calheta de São Miguel
- Grémio Desportivo de Nhágar
- Inter Cutelo de Salina
- GDR São Lourenço dos Órgãos
- Varandinha (Tarrafal)

## O início
Essa fase refere-se às competições que antecederam o Campeonato Insular do Santiago (Zona Norte)

## Títulos
- 2000 : Barcelona (Tarrafal)
- 2001 : não disputado
- 2003 : Barcelona (Tarrafal)
- 2004 : Estrela dos Amadores (Tarrafal)
- 2005 : Flor Jovem da Calheta
- 2006 : não disputado
- 2007 : Scorpion Vermelho
- 2008 : Scorpion Vermelho
- 2009 : Estrela dos Amadores
- 2010 : Scorpion Vermelho
- 2011 : Benfica de Santa Cruz
- 2012 : Estrela dos Amadores
- 2013 : Scorpion Vermelho
- 2014 : Grémio Nhágar
- 2015 : Beira-Mar (Tarrafal)
- 2015-16: Varandinha
- 2016-17: AJAC
- 2017-18: Scorpion Vermelho
- 2018-19: GD Varandinha
- 2019–20: Não disputado

### Titulos por la clube
| Clube                 | Vencedor | Ano do vencedor              |
| --------------------- | -------- | ---------------------------- |
| Scorpion Vermelho     | 5        | 2007, 2008, 2010, 2013, 2018 |
| Estrela dos Amadores  | 3        | 2004, 2009, 2012             |
| Amabox Barcelona      | 2        | 2000, 2003                   |
| GD Varandinha         | 2        | 2015/16, 2018/19             |
| AJAC                  | 1        | 2017                         |
| Beira-Mar (Tarrafal)  | 1        | 2015                         |
| Benfica de Santa Cruz | 1        | 2011                         |
| Flor Jovem da Calheta | 1        | 2005                         |
| Grémio Nhagar         | 1        | 2015                         |

### Títulos por concelho
| Concelho       | Vencedor | Ano de vencedor                                |
| -------------- | -------- | ---------------------------------------------- |
| Tarrafal       | 8        | 2000, 2003, 2004, 2009, 2012, 2015, 2016, 2019 |
| Santa Cruz     | 7        | 2002, 2007, 2008, 2010, 2011, 2013, 2018       |
| São Miguel     | 2        | 2005, 2017                                     |
| Santa Catarina | 1        | 2014                                           |

## Ver tamběm
- Taça de Santiago Norte

## Ligação externa
- Liga Insular de Santiago Norte na site de FCF